# 波健士
波健士（英語：Vagner Borges；1993年3月1日—），人稱「波仔」、「多件事」，是巴西騎師。2020年3月14日起，他轉戰香港作長期發展，成為繼冼文諾、莫雷拉和蘇兆輝後，歷來第四位來港發展的巴西騎師。2023年5月12日，他因投注賽事違反賽馬誠信的基礎而被香港賽馬會取消騎師牌照資格一年。

## 簡歷
波健士是巴西騎師，於2009-2010年度馬季開始在巴西里約熱內盧展開策騎生涯，並在2011至2012年畢業成為自由身騎師。2012年9月9日，波健士攻下一場二級賽，從騎以來首度勝出分級賽。他在巴西夥拍Bal a Bali合作無間，攻下多項分級賽錦標，當中包括勇奪2014年里約熱內盧州大賽。波健士於巴西策騎多年來成績超卓，先後於2011/2012、 2013/2014、2014/2015及2017/2018年度馬季四度榮膺巴西冠軍騎師殊榮。2019年度馬季，他在里約熱內盧贏得119場頭馬，位列騎師榜第三位。

## 在港主要策騎事跡

### 2018/2019年度馬季
2019年6月14日，波健士獲香港賽馬會牌照委員會發出訪港騎師牌照，准許他於2019年7月1日至2019年7月14日在港作短期客串。他表示來港策騎是一直以來的夢想，料不到首度出國便可來港客串，並希望可在港長駐發展。
2019年7月1日，波健士首次在港上陣，於沙田馬場策騎「航天勇將」、「龍之團」、「皇仁傳奇」、「佳知武仕」、「銀河飛馬」、「將才」及「綫路勇駒」七匹坐騎出戰。他在7月1日至7月14日期間僅在港上陣5次，期間未能贏得任何頭馬，只獲得三席第二名的成績。

### 2019/2020年度馬季
2020年2月20日，波健士再度獲香港賽馬會牌照委員會發出騎師牌照，准許他於2020年3月14日至2020年6月14日期間在港上陣，其後獲延長至2019/2020年度馬季結束為止。
2020年3月18日，波健士於跑馬地馬場憑策騎徐雨石馬房的「好甜橙」勝出，打開在港勝利之門。
2020年5月31日，波健士於沙田馬場第二場賽事先憑策騎高伯新馬房的「葵涌老友」勝出，並在其餘場次分別憑策騎「雄龍」、「紀利雄星」及「莫浪求」跑入一席第二，加上策騎「運來福星」跑入第三，最終全日累積34分，以4分之差擊敗田泰安，在港首度勝出騎師王。

截至2020年6月7日，波健士在港短短三個月客串期已累積12場頭馬，期間他甚得約翰摩亞賞識，提供了不少實力坐騎給他。兩人亦合作無間，錄得六場頭馬，佔了他一半的頭馬場數。由於波健士陣上表現出色，取得不俗的成績及練馬師支持，故他獲香港賽馬會牌照委員會發出2020至2021年度馬季馬會騎師牌照。2020年6月5日，牌照委員會決定向他發出半季馬會騎師牌照，有效期由2020年7月16日至2021年2月15日。

### 2020/2021年度馬季
2020年10月3日，波健士於10月1日沙田賽事第十場前往起步點時被「勁無比」拋下，因而未能履行策騎聘約。馬會首席醫療主任通知受薪董事小組，波健士現已無恙，適宜履行明日星期日沙田賽事的策騎聘約。
2021年1月21日，波健士獲香港賽馬會牌照委員會延長其在港騎師牌照，由2021年2月15日至2020/2021年度馬季結束為止。
2021年4月5日，波健士於沙田馬場憑策騎丁冠豪馬房的「君達星」勝出國際二級賽短途錦標。在這場賽事中，「君達星」以179倍爆大冷勝出，刷新了香港的分級賽最冷頭馬記錄，同時成為該季目前在沙田馬場最冷門的頭馬。此外，這場賽事為練馬師丁冠豪帶來從練以來首場分級賽勝利，以及為其帶來在港首場分級賽勝利。
2021年4月17日，波健士於沙田馬場策騎沈集成馬房的「美活人生」期間，其策騎方式被競賽董事小組展開研訊。他其後被裁定違反香港賽馬會賽事規例第99(2)及(6)條，即他作為「美活人生」在上述賽事中的騎師，未有於整場賽事中採取一切合理而又可容許的措施，確保給予「美活人生」十足爭勝機會，或取得最佳名次。最終他承認指控，並被競賽董事小組判他由5月24日星期一開始停賽，直至6月27日星期日才可再次出賽，即停賽九個賽馬日。

### 2021/2022年度馬季
2021年6月7日，波健士獲香港賽馬會牌照委員會發出半季騎師牌照，准許他於2021年7月15日起至2022年2月13日繼續在港上陣。其後獲延長至2021/2022年度馬季結束為止。

### 2022/2023年度馬季
2022/2023年度馬季，波健士表現平平，截至2023年1月4日，他只勝出三場頭馬。不過，他仍獲得蔡約翰支持，兩人於2023年1月8日攜手合作「好眼光」更勝出三級賽洋紫荊短途錦標，替波健士繼2021年4月5日憑策騎「君達星」勝出二級賽短途錦標後，再在港增添一項級制賽錦標。
2023年5月12日，香港賽馬會公佈對波健士展開研訊，期間他承認曾下注2023年4月26日跑馬地賽事第6場、由他親自策騎出賽，葉楚航馬房的馬匹「競駿光輝」。波健士因違反賽馬誠信的基礎，故此被香港賽馬會小組判罰他取消資格一年，並即時生效。據悉，波健士下注了「競駿光輝」二萬元，最終馬匹當天只跑獲第7而落第，故一般相信他在港策騎生涯已等同完結。
波健士在港策騎合共勝出64場頭馬，其策騎生涯最後一場頭馬於2023年4月23日憑策騎徐雨石馬房的「海豚星」取得。

## 主要勝出賽事
巴西
- 巴西橡樹大賽 - (1) - Sutil (2013) [13]

- 南克魯賽羅大賽 - (2) - Mojito (2013) 、Bal a Bali (2014)

- 蘇考少校大賽 - (2) - Desejado Put (2013) 、Perbene (2017)

- 藩市高大賽 - (1) - Bal a Bali (2014)

- 巴西大賽（英语：Grande Prêmio Brasil） -  (1) - Bal a Bali (2014)

- 本圖高薩斯大賽（英语：Grande Prêmio Bento Gonçalves） -  (1) - Whoopee Maker (2014)

- 里約熱內盧州大賽 - (2) - Bal a Bali (2014) 、Garbo Talks (2019)

- 斯巴兄弟大賽 - (1) - Colorado Girl (2015)

- 聖保羅大賽 - (1) - Universal Law (2016)

- 南美純種馬發展組織大賽 - (1) - Chocolatera (2016)

- 巴西育馬者及馬主協會大賽 - (1) - Perbene (2017)

 香港
- 短途錦標 - (1) - 君達星 (2021)

- 洋紫荊短途錦標 - (1) - 好眼光 (2023)

- 其士盃 - (1) - 銀馳 (2021)

- 夏佳理錦標 - (1) - 合夥年代 (2021)

- 香港卡賓會30週年紀念盃 - (1) - 好眼光 (2021)

- 鄉議局盃 - (1) - 旋風飛影 (2023)

## 成就
- 巴西冠軍騎師 - (4) - (2011/2012、 2013/2014、2014/2015、2017/2018年度馬季)

## 在港策騎成績
| 年度        | 冠 | 亞 | 季 | 殿  | 第五 | 出賽次數 | 所贏獎金（港元） | 備註                              |
| ----------- | -- | -- | -- | --- | ---- | -------- | ---------------- | --------------------------------- |
| 2018 - 2019 | 0  | 3  | 0  | 0   | 1    | 31       | $ 706,100        | 客串策騎 (2019年7月)              |
| 2019 - 2020 | 16 | 18 | 17 | 16  | 21   | 242      | $ 21,600,335     | 客串策騎 (由2020年3月至2020年7月) |
| 2020 - 2021 | 22 | 23 | 23 | 28  | 40   | 435      | $ 32,377,000     | 策騎首季 (獲發全季牌照)           |
| 2021 - 2022 | 19 | 27 | 21 | 47  | 31   | 426      | $ 38,021,875     | 第2季                             |
| 2022 - 2023 | 7  | 17 | 12 | 19  | 17   | 247      | $ 20,025,063     | 第3季                             |
| 總計        | 64 | 88 | 73 | 110 | 110  | 1,381    | $ 93,290,373     |                                   |

## 在港策騎資料
|                      | 日期          | 賽事                                   | 場地 | 馬場       | 馬名     | 練馬師 | 名次 | 獨贏賠率 |
| -------------------- | ------------- | -------------------------------------- | ---- | ---------- | -------- | ------ | ---- | -------- |
| 初出賽               | 2019年7月1日  | 第四班 - 1200米                        | 草地 | 沙田馬場   | 航天勇將 | 姚本輝 | 13   | 43       |
| 首勝利               | 2020年3月18日 | 第三班 - 1000米                        | 草地 | 跑馬地馬場 | 好甜橙   | 徐雨石 | 1    | 6.7      |
| 級際賽初出賽         | 2020年4月26日 | 一級賽 - 1200米 (主席短途獎)           | 草地 | 沙田馬場   | 旌暉     | 姚本輝 | 6    | 94       |
| 級際賽首勝利         | 2021年4月5日  | 二級賽 - 1200米 (短途錦標)             | 草地 | 沙田馬場   | 君達星   | 丁冠豪 | 1    | 179      |
| 一級賽初出賽         | 2020年4月26日 | 一級賽 - 1200米 (主席短途獎)           | 草地 | 沙田馬場   | 旌暉     | 姚本輝 | 6    | 94       |
| 一級賽首勝利         | —             | —                                      | —    | —          | —        | —      | —    | —        |
| 四歲系列經典賽初出賽 | 2020年3月22日 | 四歲系列經典賽 - 2000米 (香港打吡大賽) | 草地 | 沙田馬場   | 超級綠洲 | 羅富全 | 10   | 38       |
| 四歲系列經典賽首勝利 | —             | —                                      | —    | —          | —        | —      | —    | —        |